# Phymactis sanctaehelenae
Phymactis sanctaehelenae är en havsanemonart som först beskrevs av René-Primevère Lesson 1830.  Phymactis sanctaehelenae ingår i släktet Phymactis och familjen Actiniidae. Inga underarter finns listade i Catalogue of Life.